# Discrimination linguistique
Ne doit pas être confondu avec Glossophobie.
 (mars 2020).
- Si vous ne connaissez pas le sujet, laissez ce bandeau (vous pouvez alors contacter les auteurs).
- Si vous supprimez le contenu mis en cause (vous pouvez préalablement contacter les auteurs),

argumentez précisément cette suppression dans la page de discussion
(un manque de référence n'est pas un argument ; une recherche réelle de référence doit avoir été effectuée, être formellement documentée).
 (mai 2023).
La mise en forme du texte ne suit pas les recommandations de Wikipédia : il faut le « wikifier ».
Les points d'amélioration suivants sont les cas les plus fréquents. Le détail des points à revoir est peut-être précisé sur la page de discussion.
- Les titres sont pré-formatés par le logiciel. Ils ne sont ni en capitales, ni en gras.
- Le texte ne doit pas être écrit en capitales (les noms de famille non plus), ni en gras, ni en italique, ni en « petit »…
- Le gras n'est utilisé que pour surligner le titre de l'article dans l'introduction, une seule fois.
- L'italique est rarement utilisé : mots en langue étrangère, titres d'œuvres, noms de bateaux, etc.
- Les citations ne sont pas en italique mais en corps de texte normal. Elles sont entourées par des guillemets français : « et ».
- Les listes à puces sont à éviter, des paragraphes rédigés étant largement préférés. Les tableaux sont à réserver à la présentation de données structurées (résultats, etc.).
- Les appels de note de bas de page (petits chiffres en exposant, introduits par l'outil «  Source ») sont à placer entre la fin de phrase et le point final[comme ça].
- Les liens internes (vers d'autres articles de Wikipédia) sont à choisir avec parcimonie. Créez des liens vers des articles approfondissant le sujet. Les termes génériques sans rapport avec le sujet sont à éviter, ainsi que les répétitions de liens vers un même terme.
- Les liens externes sont à placer uniquement dans une section « Liens externes », à la fin de l'article. Ces liens sont à choisir avec parcimonie suivant les règles définies. Si un lien sert de source à l'article, son insertion dans le texte est à faire par les notes de bas de page.
- La présentation des références doit suivre les conventions bibliographiques. Il est recommandé d'utiliser les modèles {{Ouvrage}}, {{Chapitre}}, {{Article}}, {{Lien web}} et/ou {{Bibliographie}}. Le mode d'édition visuel peut mettre en forme automatiquement les références.
- Insérer une infobox (cadre d'informations à droite) n'est pas obligatoire pour parachever la mise en page.

Pour une aide détaillée, merci de consulter Aide:Wikification.
Si vous pensez que ces points ont été résolus, vous pouvez retirer ce bandeau et améliorer la mise en forme d'un autre article.
La discrimination linguistique est une forme de discrimination fondée sur la langue. Elle est aussi appelée glottophobie (discrimination linguistique de toutes sortes (accent, xénophobie linguistique, préférence linguistique, préjugé linguistique), linguicide, racisme linguistique, injustice linguistique ou inégalité linguistique.
La discrimination linguistique se produit lorsque les plus forts, les plus riches et les plus instruits parlent dans leur langue à tous les autres, et que ces derniers doivent comprendre et répondre s'ils le peuvent. Cela se produit souvent dans les organisations internationales, les entreprises et généralement dans nos sociétés.
Les liens entre les langues (et leurs locuteurs) s’inscrivent souvent dans des contextes d’inégalité sociale ou économique, de discrimination, de diglossie ou de conflit. Les langues peuvent être un moyen de pouvoir et de discrimination. L’existence au sein des sociétés d'une hiérarchie des langues (et de leurs locuteurs), doublée du rejet de ceux qui parlent en dehors de la norme, emporte des conséquences sur de nombreux plans : politiques, sociaux, culturels, scolaires, psychologiques.
La discrimination linguistique est souvent méconnue de ceux qui pratiquent la discrimination et même de ceux qui sont victimes de discrimination. L'article 2 de la Déclaration universelle des droits de l'homme « condamne clairement le déni des droits humains linguistiques aux peuples, groupes, groupes ethniques, petites communautés faibles et politiquement sans influence; et affirme positivement la nécessité de lutter contre la discrimination linguistique », indique le message. Il définit donc la discrimination linguistique, qui se produit « lorsque des personnes plus fortes, plus puissantes, plus instruites, plus riches parlent dans leur langue maternelle à d'autres personnes qui parlent d'autres langues, qui doivent essayer de comprendre et essayer de répondre si elles en sont capables ».

## Terminologie et définitions

### Discrimination linguistique
Le terme discrimination linguistique est utilisé pour caractériser les exclusions ou discriminations dont fait l’objet une personne en raison de sa façon de parler une langue (par exemple avec un accent régional), ou du fait de parler une langue peu valorisée (p.ex. une langue régionale). Ces discriminations sont souvent sous-tendues par des mécanismes de domination complexes et multiformes dont la dimension linguistique n’est qu’un des aspects.
Un système de domination linguistique est souvent perçu comme « normal » et accepté y compris par ceux qui sont dominés et qui n’y voient pas d’alternative.
Le 31 juillet 2015, un projet de loi constitutionnelle est présenté en Conseil des ministres, afin de modifier la Constitution pour que la France puisse ratifier la charte européenne des langues régionales ou minoritaires et ainsi mieux combattre les situations de « discrimination » linguistique. Néanmoins, la charte n'a pas pu être ratifiée, car le projet de loi a été rejeté par le Sénat le 27 octobre 2015,. Dans le livre The Discovery of France, Graham Robb fait allusion à un pays à identités plurielles - linguistiques, culturelles - qui a été linguistiquement « colonisé » par la pratique d'une politique centralisée et autoritaire qui a infligé manu militari la langue française aux différentes cultures et communautés non francophones, dans une France où, un siècle plus tôt à peine, le français était une langue étrangère pour la majorité de la population.

### Glottophobie
Le terme glottophobie est un néologisme utilisé pour définir la discrimination linguistique. Il a été forgé en 1998 par Philippe Blanchet, sociolinguiste et professeur à l’université de Rennes 2, pour désigner les « discriminations linguistiques de toutes sortes » qu’il définit ainsi : « le mépris, la haine, l’agression, le rejet, l’exclusion, de personnes, discrimination négative effectivement ou prétendument fondée sur le fait de considérer incorrectes, inférieures, mauvaises certaines formes linguistiques (perçues comme des langues, des dialectes ou des usages de langue) usitées par ces personnes, en général en focalisant sur les formes linguistiques (et sans toujours avoir pleinement conscience de l’ampleur des effets produits sur les personnes) »,,. Le mot fait son entrée dans Le Petit Robert en 2023.
La glottophobie est « une discrimination qui est basée sur le langage ou certaines langues, qui fonctionne par un mécanisme qui consiste à rejeter, à considérer comme inférieures et à traiter certaines personnes différemment par rapport aux autres pour des motifs arbitraires et injustes, en raison de leur langue maternelle ou leur manière de parler une autre langue à un moment donné, de leur langage (vocabulaire, grammaire, accent, etc.), et à se sentir supérieur à ces personnes ».
La glottophobie tend à causer des difficultés d’apprentissage et d'usage d’autres langues que la langue dominante unique. Par exemple, un élève du système scolaire néerlandophone en Belgique témoigne : « je ne suis pas autorisé à parler français à l’école » mais « à la maison, je n’ai pas le droit de parler néerlandais ». La glottophobie tend aussi à survaloriser un monolinguisme. Pourtant on sait de façon sûre que les gens qui grandissent plurilingues, quelles que soient les langues concernées, apprennent en général beaucoup plus facilement d’autres langues que les personnes monolingues.

#### Xénophobie linguistique
La glottophobie constitue une forme de xénophobie à l’encontre d'une personne ou d'un groupe ethnique en raison de son ignorance ou de sa méconnaissance de la langue. Elle se caractérise par des situations de préférence ou d’injustice fondées sur la langue à l’égard d’une personne ou un groupe ethnique.
Elle constituerait ainsi une violation des droits linguistiques (notion promue par certaines ONG). Comme d’autres formes de discrimination, elle peut se manifester tant au niveau individuel qu'au niveau d’une société entière, d’institutions ou d’un état, discriminant à la fois la langue maternelle d'un individu ou d'un groupe d'individus et les caractéristiques individuelles de leur discours, telles que l'accent, le vocabulaire, la syntaxe, etc.

#### Accent
Concernant l'accent des locuteurs de langues maternelles, l'accent dit « neutre » est celui de la classe sociale au pouvoir. Ou, dans un pays comme la France, il peut s'agir de celui pratiqué par les locuteurs vivants dans la capitale ; ainsi en va t-il de l'accent parisien, diffusé largement par les médias, et qui pourtant diffère du français standard.
La loi française, à travers le code pénal et le code du travail, sanctionne les discriminations fondées sur l'accent, avec des peines allant jusqu'à trois ans de prison et 45 000 euros d'amende.
La discrimination semble être indépendante du fait que l'accent du locuteur soit perçu comme « souhaitable » ou non. Par exemple, une étude a montré que des gens étaient plus intéressés à recevoir un bon pour un café s'ils écoutent un message d'un locuteur natif plutôt que celui d'une personne avec un accent étranger, même si l'accent étranger est « souhaitable (par ex. anglais). Autre exemple : les anglophones asiatiques rencontrent des problèmes sur le marché du travail en raison de leurs accents, ce qui n'est guère le cas des locuteurs scandinaves.

### Linguicide
Au milieu des années 1980, les linguistes Jim Cummings, Tove Skutnabb-Kangas, et Robert Philipson ont lié l'idée de la discrimination à l'encontre des personnes en raison de leur langue maternelle' avec le concept de linguicide, défini comme « les idéologies et les structures qui sont utilisées pour légitimer, réaliser et reproduire la répartition inégale du pouvoir et des ressources entre des groupes définis sur la base de la langue » préférant ce terme à une expression comme 'la mort des langues', puisqu'il s'agit d'un processus actif.
Marc van Oostendorp, linguiste néerlandais, lie cette question au l'idéologie monolingue pour des raisons historiques et politiques. Un exemple illustrant cette problématique du monolinguisme est celui des familles linguistiquement mixtes qui ne transmettent plus leurs propres langues à leurs enfants au profit d'une langue jugée économiquement et culturellement plus valorisante. Il s’agit évidemment de processus dynamique car l’importance relative des langues dans le monde varie énormément en raison des rapports de forces historiques, démographiques, politiques et technologiques culturelles et économiques.

#### Exemple de linguicide
En Espagne et en Hongrie, certaines populations de tsiganes ont perdu leur langue à cause de la législation et pas par choix.

### Préjugé linguistique
Le préjugé linguistique est un autre terme utilisé par rapport aux discriminiations linguistiques, dont parle entre autres le linguiste Marcos Bagno, pour ce qui concerne le portugais du Brésil utilisé comme outil de puissance sociale. Ainsi, la langue peut se tourner en instrument de domination idéologique et d'oppression lorsque certains groupes sociaux imposent une langue standard à l'ensemble d'une population, déconsidérant les variétés régionales ou les parlers des autres catégories sociales.

## Exemples historiques de discrimination linguistique
La discrimination linguistique se manifestait déjà depuis longue date : dans la Bible, surtout l'Ancien Testament, le mythe de Babel qui conçoit la diversité linguistique comme quelque chose de négatif et la sacralisation du monolinguisme.
Les langues dominantes du passé ont souvent conduit à la disparition de celles des nations dominées : le grec a englouti le phrygien, le latin a tué l'ibère et le gaulois. Aujourd'hui, toute personne qui ne parle pas anglais est désavantagée.
- Anglicisation : En réponse à la domination linguistique anglaise, la désanglicisation est devenue une question de fierté nationale, en particulier dans les régions autrefois sous domination coloniale. Par exemple, après des siècles de domination anglaise en Irlande et d'imposition de la langue anglaise, l'un des arguments en faveur de la désanglicisation était le refus d'adopter « tout ce qui est anglais sans distinction, simplement parce que c'est l'anglais »[37]. La politique linguistique de l'Empire britannique envers l'Irlande, le pays de Galles et l'Écosse, la conquête de Cromwell, la colonisation anglaise prolongée et la Grande Famine ont fait qu'à la fin du XIXe siècle, la langue irlandaise n'avait survécu que dans les communautés rurales d'une petite partie de l'Irlande (Gaeltacht). Elle n'avait pas de statut officiel jusqu'à la création de la république d'Irlande. Au pays de Galles, les écoles n'avaient pas le droit d'enseigner le gallois. Jusqu'à la fin du XXe siècle, la langue gaélique n'avait pas non plus de statut officiel. Des siècles de domination anglaise, une politique linguistique de découragement actif et la grande famine qui a beaucoup réduit le nombre de gaélophones, étaient suffisants pour marginaliser l'Irlandais[38]. L'économico-politique est aujourd'hui représenté par la mondialisation de l'anglais de communication[39]. L’anglais est une langue aux relations de pouvoir inégales, que ce soit en termes de statut de locuteurs natifs ou non, ou en termes de privilège économique contrôlant l’accès aux formes les plus prestigieuses de la langue[40]. En termes économiques, les gains représentés par la position de la langue anglaise étaient estimés entre 10 et 17 milliards d'euros par an pour le Royaume-Uni[41].Caricature ukrainienne de 2011 dénonçant la discrimination envers la langue ukrainienne par le russe. Le personnage russophone dit à la petite fille « pousse-toi, tu m'écrases ! ».

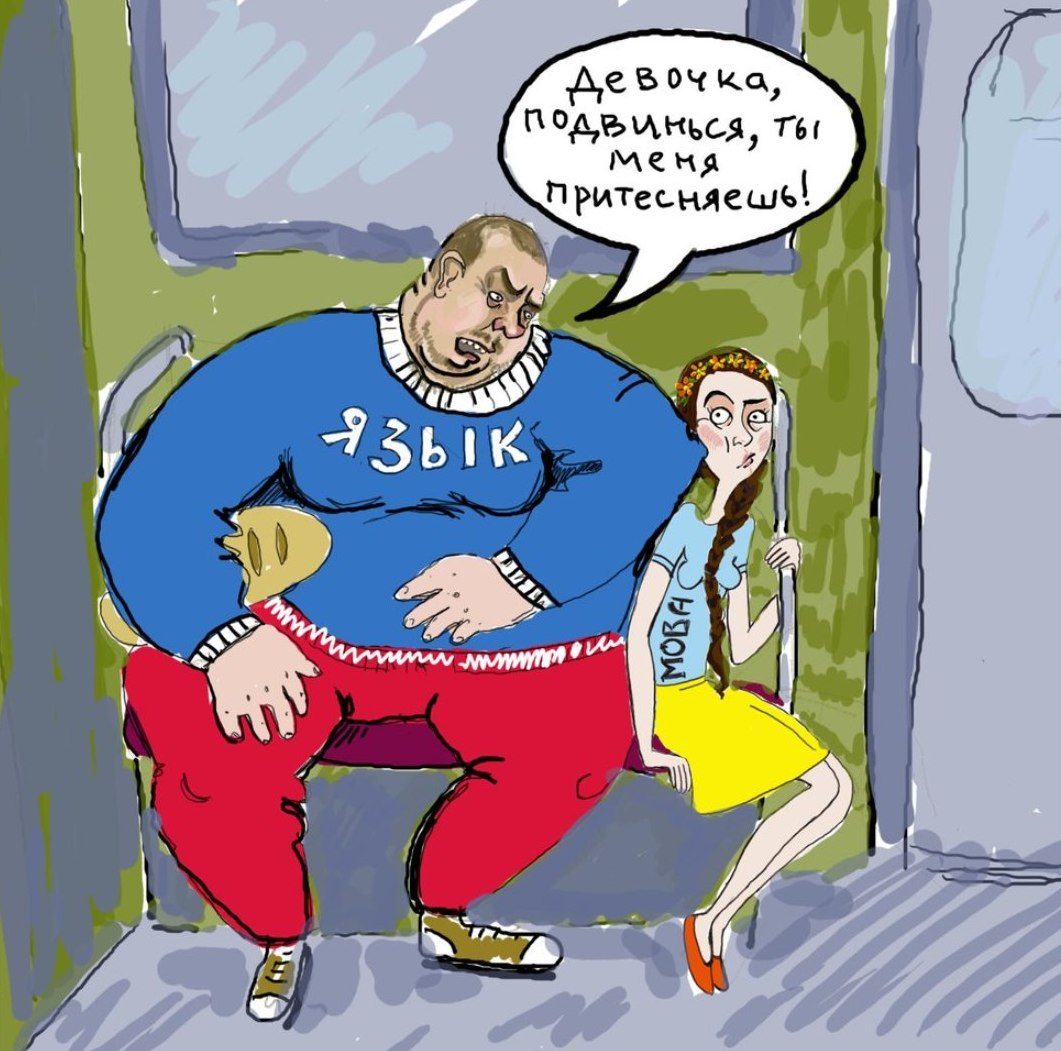
Caricature ukrainienne de 2011 dénonçant la discrimination envers la langue ukrainienne par le russe. Le personnage russophone dit à la petite fille « pousse-toi, tu m'écrases ! ».

- Russification. La politique de russification a été menée par l'Empire russe au XIXe siècle dans les territoires conquis sur la Pologne-Lituanie et qui consistait à interdire l'usage de l'ukrainien, du lituanien, du biélorusse et du polonais dans les lieux publics y inclus les écoles et le parlement polonais. Entre 1899-1917, on a tenté de faire du russe la seule langue officielle de la Finlande.
- Arabisation : au début du VIIIe siècle, le calife Abdu'l-Al-Malik ibn Marwan décida que l'arabe deviendrait la langue officielle de l'Égypte. Ainsi comme puissance théologique-politique l'arabe en Egypte a au cours des siècles étouffé ou interdit la langue copte comme langue véhiculaire en la réduisant à un usage purement liturgique[39]. La langue copte a été brutalement persécutée, surtout sous la domination mamelouke, ce qui a conduit à sa disparition effective au XVIIe siècle. En revanche, l'empire ottoman a sévèrement limité l'impression et n'a autorisé l'impression en arabe qu'au XVIIIe siècle[42].
- Francisation : à partir de la fin du XIXe siècle, et jusqu'au milieu du XXe siècle, les langues régionales, appelées péjorativement patois, tels que l'occitan, le basque ou le breton, sont interdites à l'école et sévèrement punies[43]. Le monde a été souvent divisé par les langues et plus important encore, la majorité des peuples a souvent été obligée d'apprendre la langue maternelle d'une minorité puissante pour s'en sortir ou pour interagir avec l'État au pouvoir[36]. Après avoir évincé les différentes langues de France à partir de la Révolution française, il s'est installé une autre forme de domination linguistique, à savoir la glottophobie, qui cherche à effacer les différentes façons de parler le français au moment où le français est la langue commune[44]. Certains craignent qu'au cours de ce XXIe siècle l'anglais soit en train de supplanter les langues nationales des lieux de pouvoir[45],[46].
- Germanisation : discrimination des slaves occidentaux par les Prussiens au XIXe siècle par l'interdiction de l'utilisation de la langue polonaise dans les écoles secondaires et primaires et le recours aux châtiments corporels.

### Exemples de langues opprimées
- Le coréen : il a été opprimé sous le régime japonais en Corée entre 1910 et 1945.
- Le basque : de 1936 à 1975, sous le règne de Francisco Franco, l'usage du basque, du galicien et du catalan a été interdit.
- La langue saami : Dans les années 1970, la langue indigène saami a été interdite dans certaines écoles de Finlande et au moins dix personnes ont été exécutées pour avoir chanté le traditionnel joik[47].

## Exemples de discriminations linguistiques contemporaines
Voici quelques exemples :
- Bolivie : les Aymaras parlent plus de 20 langues distinctes, chacune étant théoriquement acceptée par l'État. En pratique, presque rien n'est entrepris pour les promouvoir et les rendre visible dans la sphère publique. Les domaines de l'éducation, de la publicité, de la politique et des médias sont tous exclusivement en langue espagnole[48].« 大家请说普通话,语言文字规范化 » (Dajia qing shuo Putonghua / Yuyan, wenzi, guifanhua!, « Laissez parler tout le monde en mandarin standard (et) normalisons la parole et l'orthographe ! »)

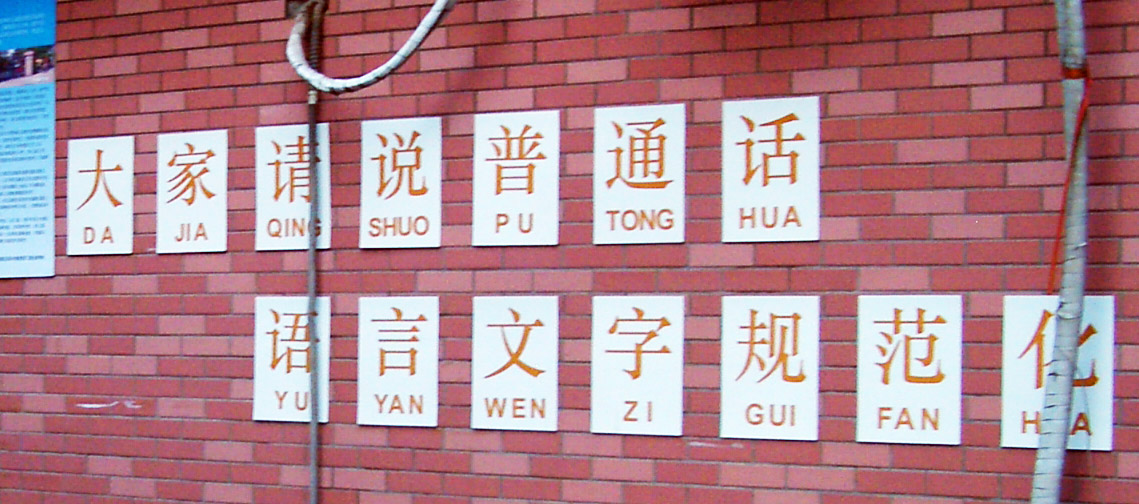
« 大家请说普通话,语言文字规范化 » (Dajia qing shuo Putonghua / Yuyan, wenzi, guifanhua!, « Laissez parler tout le monde en mandarin standard (et) normalisons la parole et l'orthographe ! »)

- Chine : depuis les années 1990 les locuteurs de la langue ouïghour[49] et d'autres langues minoritaires[50] sont forcés d'abandonner leur langue[51] au profit du chinois[52] comme langue d'enseignement dans les écoles et les universités du Xinjian[53] ;
- À Madagascar, le français est systématiquement requis. Exemples : on ne peut postuler à un emploi dans la langue nationale (le malagasy ou malgache) ni même signer un chèque dans cette même langue. C’est une barrière au développement de Madagascar que de forcer les gens à parler une langue que la plupart des gens ne maîtrisent pas du tout[54] ;
- Sri Lanka : discrimination de la langue tamoul au Sri Lanka[55],[56] ;
- Ukraine : l’ukrainien est, depuis l’indépendance et après des siècles de russification, la seule langue officielle de l’Ukraine, même si une loi de 2013 élargit l’usage officiel des autres langues et surtout du russe[57]. Pourtant, en 2017 l'article 7 du projet de loi sur l'enseignement secondaire[58] prévoit une disposition permettant d’enseigner certaines matières dans des langues de l’Union Européenne (bulgare, hongrois, polonais, roumain...) avec un quota de 40 % au maximum mais pour le russe le quota est limité à 20 %[59], alors qu’elle est la langue non officielle la plus parlée en Ukraine[60] ;
- Union européenne : une grève linguistique pour dénoncer la discrimination de l'irlandais au niveau européen[61] et un communiqué de presse concernant Erasmus+ pour dénoncer la Commission européenne de discriminer les organisations de jeunesse selon leur langue[62] ne sont que deux exemples.

Cet état de fait est en contradiction avec un multilinguisme égalitaire prôné par exemple par les institutions européennes, Terralingua ou des associations de traducteurs. Le multilinguisme égalitaire s’appuie sur les droits humains linguistiques et donne à chacun le droit de s’exprimer dans sa propre langue, en tout temps et partout. Les traducteurs dans l'UE essaient de contribuer à une communication efficace et à une sauvegarde de la multiplicité des langues. Pourtant, le député français Bruno Fuchs affirme qu’en « 1970, au sein de la Commission européenne, les documents officiels étaient à 60 % rédigés en français et à 40 % en langue allemande. En 2017, le français ne représentait plus que 2,58 % et l’allemand 2,02 % alors que l’anglais représentait 84,38 % et que les vingt autres langues officielles et de travail (anglais, français, allemand) se partageaient les 11,02 % restants ».
Divers :
La mondialisation a entrainé un brassage des langues les plus diverses, mais certaines contraintes économiques favorisent l’usage d’une seule lingua franca. Celle-ci peut parfois supplanter des langues sur leur propre territoire et ainsi défavoriser voire discriminer leurs locuteurs.
Dans un autre registre, concernant les locuteurs d’une langue étrangère, des recherches montrent qu’ils se considèrent généralement comme des « locuteurs natifs défaillants » plutôt que comme des locuteurs polyvalents et multilingues. Leur handicap linguistique a beau être très fréquent, il n’est jamais nommé, car la notion n’existe tout simplement pas. Ce qui n’est pas nommé demeure inconscient. De ce fait, la perception globale du problème est rare et la société n’a aucune compassion pour les handicapés linguistiques : les victimes sont traitées en coupables,. Si elles connaissent détresse, tourment, souffrance, injustice, ridicule ou frustration, ce serait de leur faute, faute d'avoir appris les langues.

## Discrimination linguistique dans les sciences

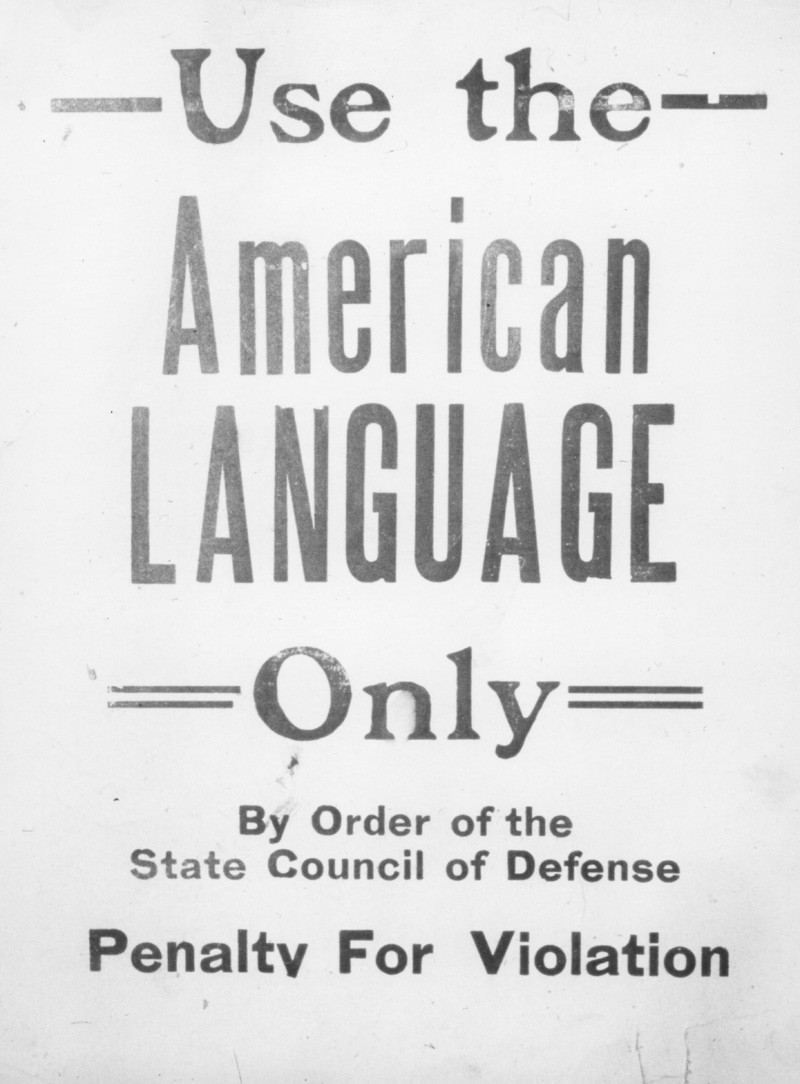
Affiche patriotique pendant la Première Guerre Mondiale : « utilisez uniquement la langue américaine ».

Il y a des inégalités et injustices inhérentes présentes dans la publication académique en anglais : des facteurs linguistiques et non linguistiques sont en jeu dans la nature inégale de la publication universitaire en anglais,.
Si les jeunes scientifiques souhaitent entrer dans le domaine scientifique, dominé par l'anglais, ils doivent passer du temps et dépenser de l'argent pour traduire et faire éditer leur travail. Les scientifiques incapables d'écrire un article scientifique en anglais parfait sont dirigés par des éditeurs vers des rédacteurs en chef et des traducteurs qui demandent des montants fort élevés. Il n'y a presque pas de traduction ou d'assistance à la rédaction aux locuteurs non natifs.
« L'actuel quasi-monopole du savoir technico-scientifique est la conséquence directe de l'adoption de la langue anglaise comme langue internationale en science et en technologie,,, démultipliant ainsi la visibilité du monde anglo-saxon dans ces secteurs au détriment de celle des autres »,. L'édition scientifique se concentre vers les pays de langue anglaise ou ceux qui sont les plus proches dans leur zone d'influence, avec les États-Unis, Royaume-Uni et Pays-Bas qui détiennent à eux seuls plus que 70 % des revues scientifiques.
L'Initiative d'Helsinki sur le multilinguisme dans la communication savante veut atténuer la discrimination linguistique à l'encontre des scientifiques et des chercheurs qui ne maîtrisent pas suffisamment l'anglais, langue dans laquelle se déroulent actuellement la plupart des activités scientifiques internationales telles que les réunions et les revues.
Conclusion : il y des raisons pour avoir des préoccupations concernant la perte de domaines, la mort linguistique (linguiscisme), l'injustice linguistique, les coûts d'apprentissage et d'autres inconvénients liés à l'usage de l'anglais comme langue unique de la science, au détriment d'autres « langues ethniques ».
Les découvertes scientifiques sont souvent limitées à cause de la langue. La langue anglaise peut être considérée comme la « langue universelle » dans la communauté scientifique mondiale, mais seule une fraction des scientifiques parlent réellement la langue, continuant à publier des informations dans leur langue maternelle et dans des bases de données non anglaises. Dans son livre Linguistic Diversity and Social Justice, Ingrid Piller analyse plus en détails les injustices de l'anglais comme langue académique mondiale et élargit le débat pour remédier aux injustices linguistiques.
Selon l'étude de Tatsuya Amano et autres ("The manifold costs of being a non-native English speaker in science"), l'utilisation de l'anglais comme langue commune des sciences pose un obstacle majeur pour les chercheurs non anglophones. Cette étude, basée sur une enquête auprès de 908 chercheurs en sciences de l'environnement, compare l'effort requis pour les activités scientifiques en anglais selon l'origine linguistique et économique des chercheurs. Elle révèle que les non-anglophones, notamment en début de carrière, investissent plus de temps dans la lecture, la rédaction et la diffusion de leurs recherches. Elle appelle à reconnaître ces inégalités et propose des solutions pour maximiser leur contribution à la science.

## Discrimination linguistique envers locuteurs d'autres langues
Voici des exemples de discrimination envers les locuteurs d'autres langues :
- Des personnes francophones[82] au Canada déclarant faire parfois l’objet de harcèlement parce qu’elles parlent le français lorsqu’elles font du magasinage ou lorsqu’elles tentent d’accéder à des services gouvernementaux en vertu de la Loi sur les services en français de l’Ontario[82],[83].
- Des annonces dans des journaux destinées à rechercher du personnel de langue maternelle anglaise à l’exclusion des candidats qui pourraient posséder parfaitement cette langue à côté d’une autre langue maternelle[84],[85].
- Un exemple très éloquent illustrant la discrimination linguistique envers une langue est le cas d'un étudiant irako-néerlandais en histoire qui racontait que, pour avoir accès aux sources historiques, il était impératif d'avoir « des compétences linguistiques pertinentes, comme l'allemand ou le français ». Mais son professeur montrait un mépris pour la maîtrise de l'arabe de l'étudiant[86].
- L'interdiction d'une langue[87], par exemple la langue des signes[88] ou considérer certaines langues comme une menace défiant le pouvoir. Le cas de l'espéranto (une langue anationale et alternative en termes d’équité linguistique, économique et idéologique) est moins connu. L'espéranto a été explicitement persécuté par Hitler et Staline, entre autres. Beaucoup d'espérantistes ont été tués[89] sous le régime nazi[90],[91],[92],[93] et surtout sous celui de Staline[94],[95],[96],[97], pour qui parler une langue cosmopolite telle que l'espéranto était assimilée à une critique et, pour cette raison, considérée comme une menace[98],[99],[100]. Plusieurs pays voulaient chasser l'espéranto entre — autres en Roumanie, où toute activité avec et pour l'espéranto était interdite en 1985[101]. Les tentatives de ces régimes pour combattre l'espéranto[102] sont bien décrites par Ulrich Lins dans son livre intitulé La Langue Dangereuse (La Danĝera Lingvo)[92],[103],[104].
- Les radios belges francophones qui diffusent de la musique en français, en anglais ou en italien, mais jamais en néerlandais. Les artistes flamands qui chantent en anglais, en revanche, passent fréquemment sur les ondes[105]. Cela a donné lieu à une grande controverse, qui a finalement poussé La Première à diffuser le titre Goud du groupe de rock indépendant Bazart, ce qui était un événement sans précédent sur la chaîne[106].

Comme la langue fait partie du capital humain, son rôle est important pour une communication efficace et sur un pied d'égalité.
Philippe Van Parijs partage l’avis selon lequel la langue maternelle d’une personne n’est pas une « caractéristique économiquement non pertinente » et pour cette raison « un motif aussi illégitime que la discrimination en raison de la couleur de peau, l'orientation sexuelle ou de la religion », autant de discriminations punies par la loi en France.

## Discriminations à base de honte linguistique
Parce que le pouvoir se reproduit à travers le langage, la sensibilisation au langage critique est une « condition préalable à une citoyenneté démocratique efficace »,. Cette sensibilisation considère généralement la façon dont une personne peut être marginalisée en parlant d'une manière particulière, surtout si cette façon de s’exprimer sert de référence à sa race, à son origine ethnique, à sa religion, à son statut social, etc.
Outre les traits physiques telle la couleur, les particularités habituellement à l’origine d’une racisation comprennent les suivantes : le langage, l’accent ou la façon de parler, le nom d'une personne.
Voici un nombre de discriminations à base de honte linguistique :
- Alexandre Loukachenko, troisième président de la république Biélorussie, a stigmatisé un jour le biélorusse en disant que « rien de significatif ne peut être exprimé en biélorusse », mais dans les années qui ont suivi, le biélorusse était devenu la langue de l'opposition politique marginalisée[110].
- Obliger un enfant arabophone à prononcer son prénom en arabe avec une prononciation française, mais pas dans le cas d'un élève avec un prénom anglais[111]. Il y a un lien entre la langue que nous parlons ou l'accent que nous avons dans une langue particulière, d'une part, et notre ascendance, notre lieu d'origine, notre origine ethnique, d'autre part, mais ordinairement aussi un lien entre l’accent emprunté et des motifs de discrimination liée à la langue. Même si le Code des droits de la personne (« le Code ») de la Commission ontarienne des droits de la personne ne cite pas expressément « la langue » parmi les motifs illicites de discrimination, le Tribunal des droits de la personne de l'Ontario accepte des requêtes liées à un certain nombre de motifs apparentés, tels que l'ascendance, le lieu d'origine, l'origine ethnique et, dans certaines circonstances, la race. Selon l'expérience de la Commission, la langue peut être un élément d'une plainte fondée sur l'un quelconque de ces motifs[83] ;
- Une étude à laquelle ont participé 100 étudiants à qui on a demandé d'évaluer différents « accents » dans la langue allemande, a montré une hiérarchie de valeurs très claire : un « accent turc », par exemple, n'a pas reçu un seul jugement positif, alors qu’un « accent français » en allemand a reçu de nombreux jugements positifs[112] ;
- Quand Said, un Iranien qui vit actuellement aux Pays-Bas, était un petit garçon dans son pays natal, il n’a pas été autorisé à parler le gilaki, langue iranienne locale, parce qu’elle était interdite à l’école et qu’il devait étudier en persan et prier en arabe, alors qu’il ne connaissait pas ces langues. Les professeurs persans se moquaient de son persan et ses professeurs religieux de la façon dont il parlait l'arabe[113] ;
- La grammaire de certaines langues peut aussi parfois être jugée discriminatoire ou/et sexiste[114], bien que la culture ait une influence beaucoup grande sur la pensée que la langue[115] ;
- Le bilinguisme, perçu comme un avantage injuste : des membres de la communauté francophone du Canada déclarent ne pas obtenir certains emplois en raison de leur bilinguisme, perçu comme un avantage injuste, ou se voir refuser des changements de poste au motif qu’on a besoin de leurs compétences dans les deux langues[82] ;
- Déconsidérer certaines langues en disant « Ne parlez plus vos langues régionales ou peu répandues, occitan, alsacien, catalan, breton, romani (langue gitane)[116], le yiddish, le bambara[117], le créole, l'espéranto[118]... » ou la langue des signes et ensuite dire « apprenez des langues étrangères, apprenez l’anglais, l’allemand, l’espagnol, le français, le chinois » revient à hiérarchiser les langues[119] ou une estime inconsidérée accordée à LA langue (ou certaines langues) au profit de laquelle on cherche à évacuer les autres langues et leurs usagers[111] ;
- Prenons aussi l'exemple de l'anglais qui n'est pas seulement un moyen d'exprimer quelque chose. La manière dont on peut parfaitement parler anglais ou, en d'autres termes, assimiler l'anglais à intelligent et chic, constitue une forme de discrimination linguistique[32], en particulier envers les locuteurs de variétés non standards et des étudiants migrants pour se faire sentir inférieurs[120]. L’anglais est considéré comme une langue puissante, mais il n’est pas juste de l’utiliser comme un outil permettant d’évaluer le succès et les compétences des non-anglophones ou de ceux qui apprennent une nouvelle langue. La honte linguistique perpétue un complexe d'infériorité linguistique et culturelle, conséquence inévitable des relations internationales coloniales sur le plan linguistique[121],[122];
- Des « élites » qui imposent leur langue ou manière de parler comme la seule légitime[9], par exemple : « À Davos, lors du fameux World Economic Forum, le français a été mis au ban des langues admises. Il faut y parler anglais, et certains représentants les plus illustres acceptent ce diktat au nom d'un mondialisme anglo-saxon »[123];
- Ne pas accepter les façons de parler des « étrangères » : sous-titrer en français les propos d’Africains francophones à la télévision, ce qui entraîne une insécurité linguistique qui fait obstacle au développement d'un plurilinguisme. En revanche, parler français avec un accent britannique serait chic[124]. Toutefois, le manque de culture linguistique des personnes ne parlant que la langue officielle, les empêche de comprendre les locuteurs étrangers déplaçant l'accent tonique ou utilisant une langue fortement teinté de régionalisme. Ceci entraîne une impossibilité de communication, notamment avec certains employés administratifs monoglossiques, d'où la difficulté à obtenir un logement social dans certaines communes si l'on ne parle pas le français officiel[111],[125] ;
- De la cour de récréation au lieu de travail, les personnes issues de communautés immigrées au Royaume-Uni affirment que le racisme fondé sur l'accent a un impact sur leur vie quotidienne. Ce phénomène, appelé "racisme linguistique", vise les personnes qui s'expriment d'une manière considérée comme non standard ou à « consonance étrangère ». Il n'est pas fondé sur la compétence ou l'intelligibilité d'un locuteur, mais plutôt sur son accent et son débit verbal[126] ;
- En Australie, des recherches montrent que les personnes qui parlent anglais avec un accent souffrent de discrimination sur le marché du travail australien[127] ;
- Le refus d'utiliser une lettre N tildée, par exemple dans des noms de famille existant dans les langues basque, gallèse et bretonne[128],[129]. Jean-Marie Klinkenberg, auteur du livre Le linguiste dans la Cité, fait aussi allusion à l'écriture : « quand on en étudie l’histoire, on s’avise que l’écriture de notre langue (française) n’a pas la rationalité qu’on lui prête, et est d’abord un instrument de pouvoir, de distinction, voire de sélection »[130].

## Injustice linguistique
La langue reflète les conditions qui prévalent dans la société. Même si elles sont injustes. Il y a injustice, les uns recevant le message parfaitement, les autres mal ou très mal (situation fréquente dans les rencontres internationales, où les personnes de langue anglaise, parfois française, jouissent d’un privilège injustifié par rapport à tous les autres, partiellement pour des raisons historiques, géopolitiques, ou pragmatiques). La situation est également fréquente dans les rapports entre une autorité locale et un ressortissant étranger : travailleur migrant, réfugié, voyageur, placé par la situation même dans une position d’infériorité,.
Pour Mark Starr « celui qui impose sa langue impose l'air sur lequel doivent gesticuler les marionnettes ».
Pour Claude Hagège « Imposer sa langue est imposer sa manière de penser ». Le fait de dire dans certaines communautés linguistiques une chose dans une langue dominante (comme l'anglais) semble être plus prestigieux que parler sa propre langue, a comme effet que certaines langues, certaines communautés linguistiques, semblent avoir un problème d'image.
Selon l'ambassadeur Maged Abdelzaziz d'Egypte, les considérations budgétaires restent l'une des raisons derrière la dynamique de pouvoir qui existe entre les langues dominantes et non dominantes.

### Exemples d'injustice linguistique
- Donner à une langue nationale, par exemple l'anglais, le statut de lingua franca crée des situations où sont avantagés les unilingues d'une langue dominante et désavantagés les usagers des autres langues qui ne reçoivent pas le même respect[137].
- Les informations relatives au Covid-19 ne sont souvent disponibles que dans des langues commercialement répandues à l’échelle mondiale, voire dans la ou les langues officielles d’un pays. Par ailleurs, elles émanent généralement d’agences humanitaires ou sanitaires qui décident de ce que les personnes peuvent et devraient connaitre[138].
- La mondialisation est simplement un moyen plus "socialement acceptable" d'impérialisme, sans violence. L’économie occidentale est également très souvent accompagnée d'une préférence linguistique qui attribue un statut élevé à l’anglais, par exemple, et un statut inférieur aux autres langues. Alors que la langue, et donc la culture, occidentale pénètre surtout dans les communautés du tiers-monde, l'Occident a de plus en plus d'influence économique et politique sur ces pays[139].
- Israël: Bien que l'arabe reste une langue officielle, il s'agit en pratique « d'une langue minoritaire, interdite en droit et de fait, le statut que l'on pourrait attendre de la deuxième langue officielle » (Spolsky & Shohamy, 1999 : 117)[140].
- Persan : L'Iran se plaint que certains pays cherchent à l'empêcher d'enseigner le persan dans ses centres culturels à travers le monde, mais que malgré cela, l'Iran devrait leur faire la faveur d'enseigner leur langue qui est le véhicule de leur culture, gratuitement, dans leurs écoles[141]. Dans l'article «How to end native speaker privilege?» (Comment mettre fin au privilège du locuteur natif?)[142] Ingrid Piller fait remarquer : « bien que les offres d'emploi demandant des « locuteurs natifs » soient maintenant largement considérées comme discriminatoires, ceci n'a rien changé à ne pas préférer des "locuteurs natifs ». Elle fait aussi mention du fait que sous l'Empire britannique les qualifications linguistiques des Indiens étaient supérieures à celles des professeurs britanniques et que même dans ce cas, les premiers ont été presque entièrement exclus de l'entreprise d'enseignement de la langue persane[143], bien avant que cette entreprise ne soit abandonnée totalement au profit de l'enseignement de l'anglais aux Indiens. Au fur et à mesure que la Compagnie des Indes orientales resserrait son emprise sur l'Inde, elle a progressivement abordé ce problème en remplaçant d'abord les Indiens parlant le persan par des Anglais parlant le persan et, plus loin, en remplaçant le persan par l'anglais comme langue de l'État[142]. Gandhi a non seulement soutenu l'espéranto, mais il a aussi fortement combattu l'invasion d'une langue étrangère en Inde : "Le recours à une langue étrangère en Inde pour assurer l’enseignement supérieur a causé à la nation un préjudice moral et intellectuel incalculable"[144],[145].

### Inégalités par rapport aux traductions
Toutes les communautés linguistiques ne sont pas égales devant la traduction. Certaines traduisent par choix, d’autres par obligation. Beaucoup d'auteurs hongrois, turcs, polonais et roumains par exemple n’ont jamais été traduits en anglais, mais les livres en anglais sont bien souvent traduits dans la langue de ces auteurs. Du fait que l'anglais est actuellement la langue dominante, elle est devenue aussi la langue de la traduction par excellence. L’anglais est « présent dans plus de 50 % des traductions au plan mondial et les deux tiers des traductions en français ». En revanche selon Lawrence Venuti, auteur du livre The translator’s invisibility: A history of translation, « la littérature du monde non anglophone a (presque) disparu de la culture anglo-américaine contemporaine ».
Certains auteurs n'autorisent pas de traduire leurs livres dans une autre langue ou exigent de gros frais de licences de traduction, et de reproduction. Pour des œuvres dans une langue indigène et vulnérable, il n’existe qu’un tout petit marché avec par exemple des tirages très faibles, d'ouvrages très peu commerciaux, volumes de livre qui rarement dépassent 500 exemplaires, etc. Éditer des livres dans de telles circonstances est coûteux et le niveau élevé des prix, en plus de la petite taille du marché, peut à son tour réduire le nombre de livres vendus dans un délai très court et par conséquent, leurs auteurs risquent d’avoir du mal à trouver un éditeur ou même le refus de l'éditeur, surtout dans un contexte dans lequel les maisons d’édition se concentrent davantage sur la commercialisation et la promotion. La fracture linguistique se traduit aussi par le manque d'alphabets diversifiés qui est la principale lacune qui en plus empêche la plupart des langues autochtones de faire partie de la conversation en ligne (applications, réseaux sociaux...).

### Inégalité linguistique sur Internet
Brian King, directeur du WorldWide Language Institute (WWLI), a évoqué le concept de « démocratie linguistique » en septembre 1998 : « Alors que, au début des années 1950, un rapport de l'UNESCO a considéré comme un droit de l'Homme pour tous les enfants du monde d’être éduqués dans leur langue maternelle, cela devrait être aussi le droit pour surfer dans cette langue à l'ère informatique. Si internet doit véritablement devenir le réseau mondial qu'il est censé être, alors tous les utilisateurs, quelle que soit leur langue, devraient y avoir accès. Ce serait injuste de réserver ce droit uniquement à ceux qui, par accident historique, nécessité pratique ou privilège politique, connaissent l'anglais ». Les langues les plus puissantes du monde ont tendance à dominer les discours internationaux ce qui crée une tendance à négliger les locuteurs d'autres langues.

## Éthique linguistique

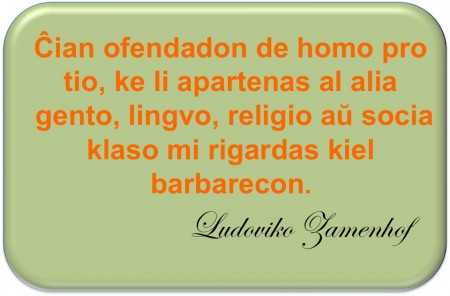
Toute insulte ou oppression d'un homme parce qu'il appartient à une autre race, une autre classe sociale que moi ou parce qu'il parle une autre langue que moi, je la considère comme barbare. L. L Zamenhof sur l'homaranisme.

Le thème éthique linguistique est rarement évoqué. Yves Montenay le fait par exemple dans son article Les peuples se détournent du projet européen. L'une des idées pour le relancer, stipule l'article, est d'adopter l'anglais comme seule langue commune dans toute l'Union européenne. On y fait allusion à la notion d'égalité des citoyens qui impose qu'en France la loi soit écrite et diffusée « dans la langue commune », comme réclamaient les citoyens de 1789 dans l'esprit de Villers-Cotterêts, en posant la question si cette notion ne pourrait pas s'appliquer à l'échelon européen en parlant bruxellois.
L'enquête Eurobaromètre de 2012, EBS 386 Les Européens et leurs langues montre que les Européens souhaitent à la fois que toutes les langues de l’Union soient traitées équitablement, et qu’il y ait une langue de communication pour permettre les échanges d’informations entre l’administration de l’UE et les simples citoyens. Ceci va à l’encontre de l’usage privilégié de l’anglais comme langue commune.
Le monde est véritablement multilingue. Pourtant, de nombreux systèmes éducatifs et économiques, procédures de naturalisation et administrations publiques désavantagent des millions de personnes en raison de leur langue ou de leurs capacités linguistiques. C'est au contraire le plurilinguisme qui fera que les peuples se sentiront chez eux.
Il y a toujours une relation entre les dominants et la langue la plus couramment parlée. La langue commune dans le monde grec ancien était celle des Grecs dominants (le koine, grec koine), ensuite cela a été le latin, comme celle de l'Empire romain et celle de l'Église et aujourd'hui dans un certain sens c'est le Globish, celle de l'Empire anglo-américain.

### Système de communication linguistique
Le système de communication linguistique dans le monde d'aujourd'hui est fondé sur l'utilisation d'une foule d'éléments arbitraires totalement inutiles pour l'efficacité et le plaisir de la communication et qui n'entrent en ligne de compte que parce que les relations linguistiques sont des rapports de forces, des relations de pouvoir.
Les quelque 7 097 langues du monde ne jouissent pas du même prestige et d'une reconnaissance équivalente; il en est de même pour leurs locuteurs. On admettra sans difficulté que les 334 250 Islandais (en 2016) parlent une langue et qu'ils constituent une nation. Par contre, on croira que les 35 à 40 millions de Peuls parlent un dialecte et forment des tribus même si cette langue est parlée dans une dizaine de pays : Sénégal, Guinée, Mauritanie, Mali, Burkina Faso, Niger, Nigeria, Cameroun, etc. À des facteurs démographiques et géographiques s'ajoutent des facteurs politiques, idéologiques et économiques, qui jouent un rôle fondamental dans le prestige d'une langue. Tout dépend des fonctions sociales de la langue et du poids de ces fonctions.
Seulement 200 ou 300 langues dans le monde exercent plus d'une fonction. Une soixantaine de langues en possèdent plusieurs: ce sont les langues reconnues officiellement par les États. De ce nombre, une dizaine sont reconnues par deux États ou plus et cinq d'entre elles (l'anglais, l'espagnol, le français, le russe, l'arabe), nettement privilégiées, sont employées dans plus de 20 États.
Dans une économie mondialisée, « la langue d'échange a tout intérêt à être la vôtre », écrit Frédéric Pennel dans son récent ouvrage sur la Guerre des langues (2019). Pour en comprendre les raisons Michel Feltin-Palas mentionne les avantages dont dispose une langue internationale dominante (rôle que tient aujourd'hui l'anglais): Une supériorité dans les négociations, une mobilité professionnelle facilitée, une capacité à attirer les meilleurs cerveaux, une compétitivité scientifique accrue et une économie de la culture dynamisée,.

## Justice linguistique
La justice linguistique consiste à préserver les intérêts concrets des individus dans la vie sociale, politique et économique. Bien que le plus souvent ignorée, la discrimination linguistique est toujours très répandue: obligation de parler une langue étrangère au niveau des natifs dans les organisations internationales, étudiants qui souhaitent étudier dans leur langue maternelle, mais qui, néanmoins, doivent apprendre dans une langue qu'ils ne maîtrisent pas bien ou des locuteurs de langues minoritaires qui ne peuvent ou n’ont pas le droit d’utiliser leur langue à l’école ou au travail. Pour avoir accès aux institutions étatiques que sont l’éducation, la santé, la législation, le bien-être, tout le monde doit parler la langue officielle de l’État: l’anglais aux États-Unis, le français en France, le mandarin en Chine, etc. Vu ces approches unilingues, les hispanophones aux États-Unis, les arabophones en France, ou ceux qui parlent des langues régionales en Chine, obtiennent moins de résultats en matière d'éducation, d'emploi et de santé, que leurs compatriotes s’exprimant habituellement dans la langue officielle. Des groupes entiers d'humains restent sans voix au sein de la société internationale, simplement parce que leurs voix sont dans une autre langue. Pascale Casanova, qui n'a rien contre le bilinguisme individuel, affirme que plus le bilinguisme est grand et met les langues en contact, plus celles-ci s’interpénètrent et plus la domination opère,.

### Recherches

#### Webinaire sur la justice linguistique
Un webinaire sur la justice linguistique et les politiques publiques, auquel ont participé des chercheurs du monde entier, s’est tenu le 16 octobre 2020. Le but était de développer un moyen de mesurer et de comparer le niveau d'équité lié à la langue, ou "justice linguistique", dans l'élaboration de politiques linguistiques de différents pays, voire de régions. Cela a montré que les décisions des gouvernements en matière de langue ont un impact sur le bien-être de leurs citoyens, mais parfois de manière très négative. Gabriele Iannàccaro y a présenté le concept de "malaise linguistique" comme un symptôme d'injustice linguistique. Brian Carey (Trinity College Dublin) a plaidé en faveur de la prise en compte des préférences individuelles dans l’estimation des avantages et désavantages linguistiques. Bengt-Arne Wickström (Université Andrássy. Budapest) a démontré comment les techniques de l'économie du bien-être peuvent être appliquées pour analyser la discrimination linguistique des minorités. Mark Fettes a posé la question de savoir si la justice linguistique nous intéresse; dans l’affirmative nous devrions la mesurer.

#### SymposiumÉconomie, justice linguistique et politique linguistique
L’ objectif du symposium « Économie, justice linguistique et politique linguistique » organisé à la Humboldt-Universität zu Berlin, école de commerce et d’économie, était de discuter, dans une cadre interdisciplinaire, les effets socio-économiques des politiques linguistiques, l’impact de la dynamique linguistique et planification linguistique sur la justice et les inégalités au niveau national ou international, ainsi que le lien entre démocratie, prise de décision et diversité linguistique.

#### Colloque "Langue et démocratie"
Un colloque international sur le thème « Langue et démocratie » organisé par la Société Néophilologique à l’Université de Tampere (Finlande) du 24 au 26 août 2017 examina comment la notion de démocratie peut être comprise dans l’emploi langagier. Une des questions relatives à l'officialisation du tamazight en Algérie (2016) par exemple était de savoir si la parité « officiellement proclamée » entre l’arabe et le tamazight peut déboucher sur une « démocratie linguistique » réelle et effective où les deux langues bénéficieraient de la même visibilité et légitimité.

## Éducation et politique linguistique
La glottophobie largement répandue dans les systèmes éducatifs serait une cause de difficultés d’apprentissage et d’usage d’autres langues que la langue dominante unique dans ces sociétés. Bien que ce ne soit pas une généralité absolue, les usagers monolingues d'une langue internationale hyperdominante et hypervéhiculaire sont tendanciellement les plus glottophobes. Par conséquent certains pays ou régions mènent une politique linguistique soit par crainte d'une francisation du propre territoire, par exemple la Flandre (Belgique flamande) soit comme un moyen contre la domination de l'anglais,,. Par contre, les Pays-Bas sont le seul pays en Europe où une politique linguistique pro-anglaise aussi prononcée est menée à l’instigation du monde politique néerlandais depuis 1990. En 2019, environ un tiers des programmes de licence et pas moins des trois quarts des programmes de maîtrise sont dispensés en anglais. Cela a un effet discriminatoire: le traitement de la matière en anglais demande plus de temps et d’efforts, en particulier pour les étudiants qui n’ont pas de facilités ou un don pour les langues, mais qui sont forts dans les disciplines dites STIM.
Un rapport de l'Unesco faisant autorité, a montré que l'utilisation des anciennes langues coloniales ne profitait qu'à une élite et défavorisait la majorité de la population, surtout quand il sert des motifs politiques d'hégémonie et de domination. L'une des principales causes de retard du développement en Afrique, qui entraîne une éducation de qualité médiocre et une marginalisation du continent, est le fait que la plupart des États africains utilisent encore la langue coloniale comme la langue principale dans l'enseignement.
Le rapport  "L'enseignement des langues étrangères comme politique publique" qu'à présenté l'économiste suisse François Grin, à l'automne 2005, à la demande du Haut Conseil à l'Évaluation de l'École, dépendant du Ministère français de l'Éducation nationale, démontre l'injustice qu'est pour la plupart des peuples de l'Europe l'application d'une politique linguistique discriminatoire, favorisant les locuteurs natifs de la langue anglaise,,. Le professeur Grin a calculé que la domination actuelle de l'anglais en Europe entraîne des transferts financiers annuels de 17 à 18 milliards d'euros vers l'économie britannique.
Une pétition lancée par le Comité européen pour le respect des cultures et des langues en Europe (CERCLE) souligne que le respect des langues est le dernier espoir pour l'Europe de se rapprocher des citoyens, un objectif toujours revendiqué et presque jamais mis en pratique : « l'Union doit donc renoncer à privilégier la langue d'un groupe. Le risque est l'invasion d'une langue au détriment des autres, et avec elle le risque d'uniformisation culturelle ».

### Audiovisuel
- Vidéo : Glottophobie : quand la langue devient une arme sociale
- (anglais) Vidéo : The most important language you will EVER learn | Poet Ali | TEDxOrangeCoast